# Douglas J. Cuomo
Douglas J. Cuomo, genannt Doug, (* 13. Februar 1958 in Tucson, Arizona) ist ein US-amerikanischer Komponist.

## Werke
Zwischen 1994 und 2007 komponierte er die Musik für hunderte von Film- und Fernsehproduktionen, zu denen auch Sex and the City (1998–2004), Homicide (1993–1999) und Foreign Exchange (2005–2007) zählen. Er ist der Komponist der Oper Arjuna's Dilemma, die auf einer der zentralen Schriften des Hinduismus Bhagavad Gita basiert.

## Filmografie (Auswahl)
- 2004: 30 Days Until I’m Famous – In 30 Tagen berühmt (30 Days Until I’m Famous, Fernsehfilm)

## Auszeichnung
- 2002, 2003, 2004: BMI Cable Award für Sex and the City